# Naoki Tajima
Naoki Tajima (n. 21 septembrie 2000, Kumamoto, Japonia) este un jucător de tenis japonez. A participat la competiții asociate Jocurilor Olimpice în care a câștigat o medalie de aur.